# Jesús de la Helguera
Jesús Enrique Emilio de la Helguera Espinoza (Chihuahua, 28 de mayo de 1910-Ciudad de México, 4 de diciembre de 1971) fue un pintor e ilustrador mexicano, hijo de Álvaro de la Helguera García, un economista español emigrado a México, y de la mexicana María Espinoza Escarzaga. En la casa natal fue colocada una placa conmemorativa durante la celebración del centenario de su nacimiento.

## Biografía
Jesús Helguera vivió los primeros años de su infancia en la Ciudad de México y posteriormente en la ciudad veracruzana de Córdoba. A los siete años abandonó México con su familia a causa de la revolución mexicana y emigró a España.
Allí radicó inicialmente en Ciudad Real y posteriormente en Madrid, donde, a los doce años de edad, ingresó en la Escuela de Artes y Oficios, bajo la tutela de Hipólito Hidalgo de Caviedes, aunque dos años más tarde ingresó en la Academia de San Fernando para completar sus estudios de pintura; ahí estudió primeramente bajo la tutela de Cecilio Plá y Moreno Carbonero y después con los maestros Marcelino Santamaria, Manuel Benedito y Julio Romero Torres.
Su trayectoria escolar, conjuntamente con el estudio independiente de obras en el Museo del Prado lo llevaron a ser galardonado en un concurso del Círculo de Bellas Artes con diferentes premios y matrículas de honor. El prestigio obtenido le abrió la posibilidad de trabajar como ilustrador para diferentes editoriales.
Helguera tuvo su primera experiencia docente a los diecinueve años de edad como maestro de dibujo en la primaria. Sin embargo, algunos años después ganaría un concurso por oposición para obtener una plaza de maestro de arte en un instituto de Bilbao. Este sería el inicio de una carrera sobresaliente en la enseñanza pictórica española.
Al estallar la guerra civil española, Helguera, en familia con su esposa Julia Gonzáles Llanos y con sus dos hijos (María Luisa y Fernando), optó por retornar a México ante las dificultades económicas en las que se encontraba. Su primer trabajo en México lo encontró en la revista Sucesos para todos. Durante ese tiempo recorrió el país para hacerse una imagen del mismo y de sus costumbres y tradiciones y conocer su geografía, de esta forma es como nació la que sería la primera versión de "La Leyenda de los Volcanes", uno de sus trabajos más reconocidos.
A partir de 1954 y hasta 1970 trabajó para la editorial Galas de México, la editorial encargada de reproducir su obra de forma seriada para publicidad comercial por encargo de la Cigarrera La Moderna.
Jesús Helguera falleció el 4 de diciembre de 1971 a causa de una hernia intestinal.

## Obra
Su trabajo de índole folklórico estaría influenciado principalmente por la corriente de modernización y desarrollismo que tenía el país en la década de los años cuarenta y por el nacionalismo existente entre los artistas de la época, especialmente los muralistas.
Además de su trabajo como ilustrador de temas folklóricos, Jesús Helguera tuvo trabajos no calendáricos, se destaca su versión del Leda y el cisne, una pieza donde el erotismo femenino es explícito, a diferencia de sus obras comerciales, donde el erotismo femenino se enseña de forma pasiva.
Sus trabajos de fuerte corte romántico y académico, reflejan un México irreal, idealizado y mitológico. Como los críticos de la época encontraban su obra muy sentimental y de fines puramente comerciales, fue por algún tiempo relegada e ignorada. Con el transcurso del tiempo, la colectividad mexicana en los Estados Unidos tomó su obra como un símbolo de mexicanidad, aun cuando ésta estuviera alejada de la realidad mexicana. Carlos Monsiváis, en su obra Los rituales del caos, describe el trabajo de Helguera como una combinación de la "estética de la mitomanía nacionalista" y de la "ética de las recompensas terrenas por la sumisión a lo ultraterreno".
Jesús Helguera tuvo a su esposa como modelo preferida para sus cuadros. A ella se le puede reconocer en algunos de sus cuadros más famosos.

### Títulos más destacados
Entre sus obras más reconocidas se encuentran:
- La leyenda de los Volcanes
- La Malinche
- La luna enamorada
- Cuauhtémoc
- La Patria
- El valiente
- La noche triste
- Las mañanitas
- El abrazo de Acatempan
- Juan Escutia
- El rebozo
- La muerte del torero

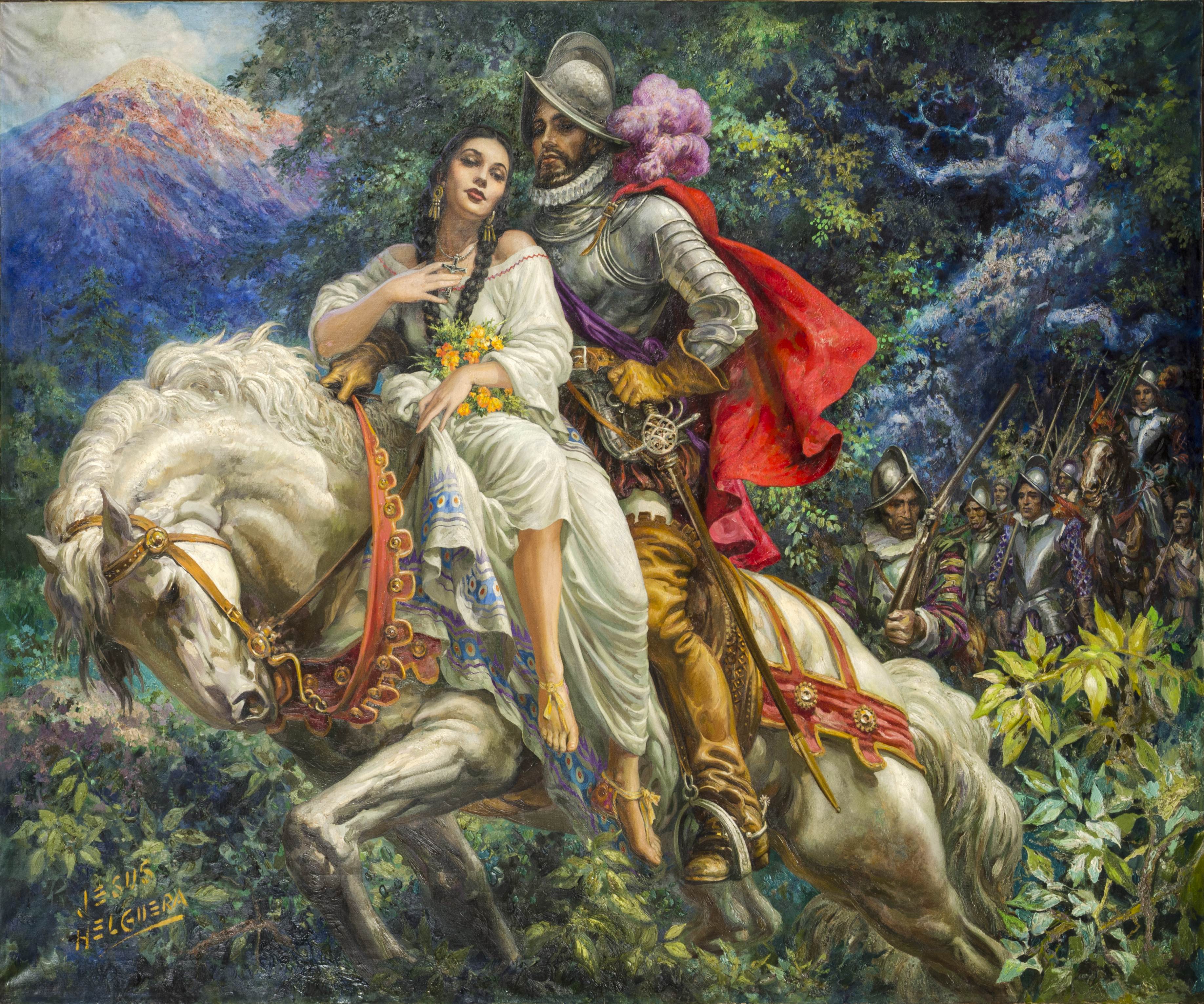
La Malinche - Colección particular

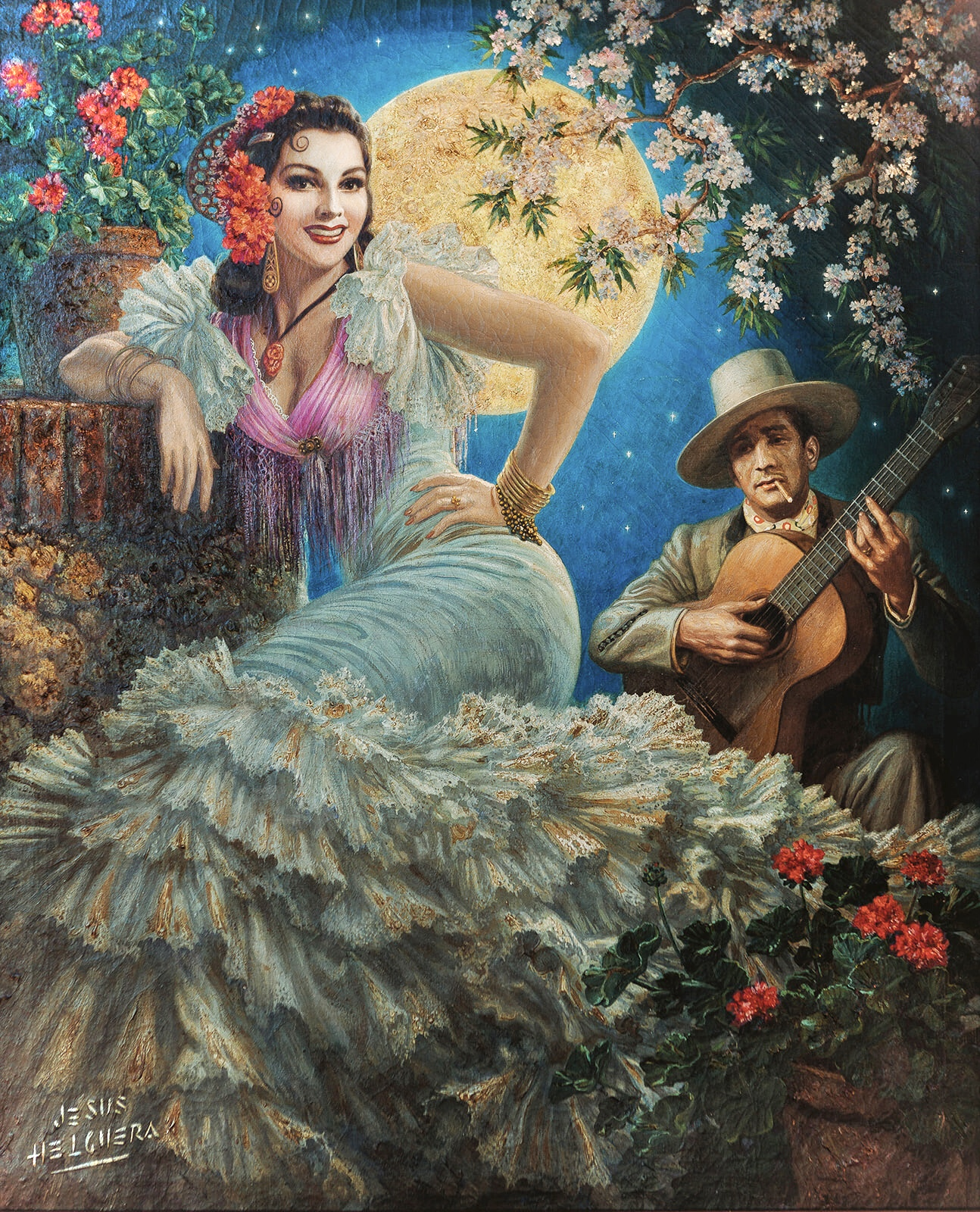
La luna enamorada - Colección particular

- La fundación de México-Tenochtitlan
- El flechador del cielo
- Leda y el cisne
- La joven de los limones

### Homenaje e ilustraciones
En 1986 se presentó una retrospectiva temporal titulada Jesús Helguera, pintor de almanaques, dedicada a la obra de Helguera en el Palacio de Bellas Artes. En 2010 se celebró el centenario de su nacimiento con diferentes actividades culturales. Una de las instituciones promotoras fue el Museo Soumaya, el cual alberga algunas de sus obras.
Las ilustraciones de obras de Jesús Helguera provienen de la colección de calendarios que hoy guarda el instituto de investigaciones estéticas de la UNAM. Las obras originales del pintor tienen paradero desconocido, a excepción de las que forman parte de colecciones particulares y las que pertenecen al Museo Soumaya. Algunas se exhibieron durante el invierno 1986-1987, en la Sala Diego Rivera del Palacio de Bellas Artes. Las medidas de los cuadros de esa exposición se encuentran en el catálogo de la misma: El calendario como arte, México, Secretaría de Educación Pública/Secretaría de Relaciones Exteriores/Programa Cultural de las Fronteras/Cigarrera La Moderna, 1986, pp. 17-20.
Enlistado de Obras
| 6.- La Malinche 7.- La luna enamorada 8.- Cuentos para la Editorial Araluce 9.- El Caminante del Mayab 10.- Hidalgo 11.- Juan Escutia 12.- Cuauhtémoc 13.- San Felipe de Jesús 14.- Fray Bartolomé de las Casas 15.- Fray Junípero o Sembrador de Amor 16.- La Leyenda de los Volcanes I 17.- El Flechador del Cielo 18.- La Mujer Dormida 19.- La Patria 20.- Victoria Aliada 21.- La Conchita 22.- Michoacana 23.- Sin título 24.- Flor de Luna 25.- Amor Indio 26.- La Leyenda de los Volcanes II o Grandeza Azteca 27.- La Noche Triste 28.- El Insurgente 29.- El Premio de la Victoria | 30.- Juramento de Amor 31.- Las Mañanitas 32.- Cielito Lindo 33.- El rapto ...... |